# Arthur and Lillie
Arthur and Lillie ist ein US-amerikanischer Dokumentar-Kurzfilm von Jon Else aus dem Jahr 1975. Else, Steven Kovacs und Kristine Samuelson waren mit dem Film für einen Oscar nominiert.

## Inhalt
Hollywood-Veteran Arthur Mayer (1886–1981) und seine Frau Lillie (1889–1980) blicken in diesem Porträt auf ihre Erfahrungen im „Goldenen Zeitalter der Filmindustrie“ zurück. Als Mayer 1886 in Demopolis in Alabama geboren wurde, gab es keine Filme und natürlich auch kein Kino. Als er zehn Jahre alt war, nahm ihn sein Großvater mit zu einer öffentlichen Veranstaltung, in der erstmals in den Vereinigten Staaten ein Film zu sehen war, obwohl man seinerzeit nur Schatten auf der Leinwand wahrnahm. Trotzdem war die Fantasie von Millionen von Menschen geweckt, darunter auch die des jungen Arthur. 
Mayer wuchs auf mit Namen wie Rudolph Valentino, Charlie Chaplin, Douglas Fairbanks senior und Douglas Fairbanks junior sowie Action-Spielfilmen über Bronco Billy (1907–1916) und plötzlich gab es riesige Leinwände, die in verschwenderisch ausgestatteten Bilderpalästen Filme präsentierten. Aus einer Modeerscheinung war eine gewaltige Branche entstanden, die von Männern verschiedener Richtungen dominiert wurde, die aus ihren Branchen auf der Suche, Geld zu vermehren, ausgestiegen und in die Filmbranche eingestiegen waren. Adolph Zukor, David O. Selznick, Jack L. und Harry Warner, Jesse L. Lasky, Carl Laemmle und weitere Namen nahmen an Bedeutung zu. Auch Mayer war fest entschlossen, in diese Branche einzutauchen, obwohl eine Harvard-Ausbildung eher hinderlich als nützlich war in diesem Metier. Seinen ersten Job gab ihm der ehemalige Handschuhmacher Samuel Goldwyn, der inzwischen eine Theaterkette aufgebaut hatte. Es brauchte seinerzeit nicht viel, um Leute für den Film zu begeistern, sie liebten das neue Medium und strömten ins Kino.
Mayer wurde selbst Filmproduzent und Filmverleiher, der mit Joseph Burstyn zusammenkam und mit so berühmten Leuten wie Roberto Rossellini und weiteren bekannten Filmregisseuren zusammenarbeitete, wobei einige der Filme auch unter dem Namen Burstyn-Mayer Inc. vertrieben worden. Zusammen mit Edward Kingsley begann er zudem 1949 damit, französische Filme in den USA zu vertreiben.
Im Alter verbrachte das Paar einen Großteil seiner Zeit damit, auf Vorlesungsreise zu gehen und von den großen Tagen des Hollywood-Films zu berichten. Lillie Mayer erzählte, sie und vor allem ihr Mann hätten sehr viele Menschen berührt und das sei eine Freude und ein Privileg gewesen.

## Produktionsnotizen
Der Film wurde im Auftrag und mit Hilfe der Stanford University produziert.

## Auszeichnung
Oscarverleihung 1976
- Nominierung für Jon Else, Steven Kovacs und Kristine Samuelson in der Kategorie „Bester Dokumentar-Kurzfilm“. Der Oscar ging jedoch an Robin Lehman und Claire Wilbur und den Film The End of the Game, der einen Blick auf die afrikanische Tierwelt wirft.[2]